# La mexicana
La mexicana es el quinto álbum de estudio de la cantante y compositora mexicana Paty Cantú, lanzado el 30 de octubre de 2020 por Universal Music México. El álbum consta de once pistas originales. Cinco sencillos fueron lanzados acompañados de un video oficial; «Cuando vuelvas» fue el primer sencillo que salió a la luz, publicado el 20 de febrero de 2020, posteriormente le siguieron «No hacemos nada» el 11 de junio del mismo año, «La mexicana» el 5 de julio, «Conocerte» el 8 de octubre y «Odiarte» el 28 de enero de 2021.
El álbum ocupó el lugar número 8 en las listas de ITunes y el lugar número 9 en las listas de Apple Music en México. La mexicana cuenta con la participación de artistas como Pitizion y Camila Fernández («Te ha pasado»), Arkano («No lo sé»), Josh Radnor («Mírame»), Lasso («Odiarte») e hispana («La mexicana»).

## Lista de canciones
| N.º   | Título            | Escritor(es)                                                                                  | Duración |  |
| 1.    | «Cuando vuelvas»  | Agustín Zubillaga • Luis Jiménez • Paty Cantú                                                 | 3:15     |  |
| 2.    | «La mexicana»     | Ängela Dávalos • Carola Rosas • Daniela Blau • hispana • Moisés Zulaica • Cantú               | 3:01     |  |
| 3.    | «Conocerte»       | Zubillaga • Jiménez • Cantú                                                                   | 2:56     |  |
| 4.    | «Hoy no»          | Cantú • Stefano Vieni                                                                         | 3:15     |  |
| 5.    | «¿Te ha pasado?»  | María Del Pilar Pérez • Miriam Rodríguez • Cantú                                              | 2:43     |  |
| 6.    | «No hacemos nada» | Zubillaga • Jiménez • Cantú                                                                   | 3:30     |  |
| 7.    | «Ansiedad»        | Cantú • Vieni                                                                                 | 4:15     |  |
| 8.    | «No lo sé»        | Alexandra Grace Saad • Fabián Mazur • Guillermo Rodríguez Godinez • Joshua Carruthers • Cantú | 2:20     |  |
| 9.    | «Mírame»          | Josh Radnor • Cantú • Vieni                                                                   | 3:57     |  |
| 10.   | «Llévame contigo» | Jesús Báez • José Miguel Salinas • Cantú                                                      | 3:32     |  |
| 11.   | «Odiarte»         | Ana Paola Lynch • Pablo Arévalo • Cantú • Andrés Torres • Mauricio Renfigo                    | 3:57     |  |
| 36:45 |                   |                                                                                               |          |  |

| La mexicana (Edición física) |                                                    |                                                                                               |          |  |
| N.º                          | Título                                             | Escritor(es)                                                                                  | Duración |  |
| 1.                           | «Cuando vuelvas»                                   | Agustín Zubillaga • Luis Jiménez • Paty Cantú                                                 | 3:15     |  |
| 2.                           | «La mexicana» (con Hispana)                        | Ängela Dávalos • Carola Rosas • Daniela Blau • Hispana • Moisés Zulaica • Cantú               | 3:01     |  |
| 3.                           | «Conocerte»                                        | Zubillaga • Jiménez • Cantú                                                                   | 2:56     |  |
| 4.                           | «Odiarte» (con Lasso)                              | Ana Paola Lynch • Pablo Arévalo • Cantú • Andrés Torres • Mauricio Renfigo                    | 3:57     |  |
| 5.                           | «Hoy no»                                           | Cantú • Stefano Vieni                                                                         | 3:15     |  |
| 6.                           | «Si yo fuera tú» (con María Becerra)               | Cantú • María Becerra • Estani • Itzza Primera                                                | 2:52     |  |
| 7.                           | «No hacemos nada»                                  | Zubillaga • Jiménez • Cantú                                                                   | 3:30     |  |
| 8.                           | «Ansiedad»                                         | Cantú • Vieni                                                                                 | 4:15     |  |
| 9.                           | «¿Te ha pasado?» (con Pitizion y Camila Fernández) | María Del Pilar Pérez • Miriam Rodríguez • Cantú                                              | 2:43     |  |
| 10.                          | «Mírame» (con Josh Radnor)                         | Josh Radnor • Cantú • Vieni                                                                   | 3:57     |  |
| 11.                          | «No lo sé» (con Arkano)                            | Alexandra Grace Saad • Fabián Mazur • Guillermo Rodríguez Godinez • Joshua Carruthers • Cantú | 2:20     |  |
| 12.                          | «Llévame contigo»                                  | Jesús Báez • José Miguel Salinas • Cantú                                                      | 3:32     |  |
| 39:37                        |                                                    |                                                                                               |          |  |

## Listas

### Semanales
| País   | Lista       | Mejor posición | Ref.   |
| ------ | ----------- | -------------- | ------ |
| México | ITunes      | 8              | [ 14 ] |
| México | Apple Music | 9              | [ 14 ] |

## Historial de lanzamiento
| País   | Fecha                 | Formato(s)            | Sello            | Ref.   |
| ------ | --------------------- | --------------------- | ---------------- | ------ |
| México | 30 de octubre de 2020 | CD + Descarga digital | EMI Music México | [ 15 ] |